# ナクシェ・ロスタム
ナクシェ・ルスタム（ペルシア語: نقش رستم Naqš-e Rostam）は、イランのペルセポリスの北にある巨岩の遺跡。岩壁にはアケメネス朝時代の墓標やサーサーン朝時代のレリーフなどが刻まれている。付近にはナクシェ・ラジャブもある。

## 名称
ナクシェ・ロスタムとは「ロスタムの絵」という意味であり、これは浮き彫りの絵が英雄ロスタムの伝説を描いたものと信じられていたことによる。

## 遺跡

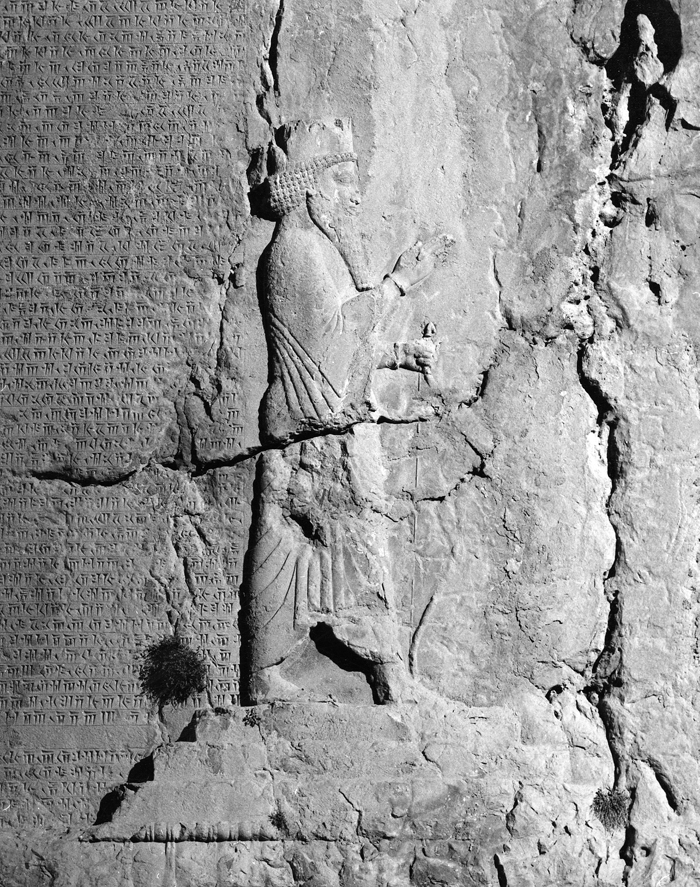
ダレイオス1世の墓の刻文

岩壁の高いところに十字形をした4つの墓が彫られている。これらはアケメネス朝の王の墓で、そのうちひとつは墓誌銘からダレイオス1世のものであることがわかっている。残りはクセルクセス1世、アルタクセルクセス1世、ダレイオス2世のものと言われている。ダレイオス1世の墓には古代ペルシア語、エラム語、アッカド語の3言語による碑文が刻まれており、ベヒストゥン碑文に並ぶ古代ペルシアの主要な碑文である。セレウコス朝時代にはさらにアラム語の刻文が追加された。
岩壁の近くにはカアバイェ・ザルトシュト（ザラスシュトラの立方体、英語版）と呼ばれるアケメネス朝時代の巨大な建築物がある。
カアバイェ・ザルトシュトの外側の3面を使ってサーサーン朝のシャープール1世の事績が示されており（北側がギリシア語、東側がパフラヴィー語、西側がパルティア語で同じ内容のものが彫られている）、アジアとヨーロッパの関係史の理解に貢献している。ローマ側史料でマッシナの戦いに触れたものは無く、ゴルディアヌスはユーフラテス川上流で死んだと伝えられていた。
余が王位についた頃、皇帝ゴルディアヌスはゲルマン人やゴート人の兵士をローマ帝国全土から徴収するとアッシリア、さらにはイランそしてわれらの方に向かって進軍した。バビロニア国境のミシケにおいて激しい戦いが交わされ、ゴルディアヌスは殺され、その軍隊は壊滅した。ローマ人はフィリップスを皇帝に選んだ。フィリップスはわれらに和を請い、ローマ兵の命の保証として50万ディナールを支払い、さらに貢ぎ物を差し出した。その後、ローマ皇帝は約束を破ってアルメニアに侵攻した。われらは攻撃を開始し、6万の兵からなるローマ軍をバルバリッスで破り、シリアに荒廃をもたらした。・・・・

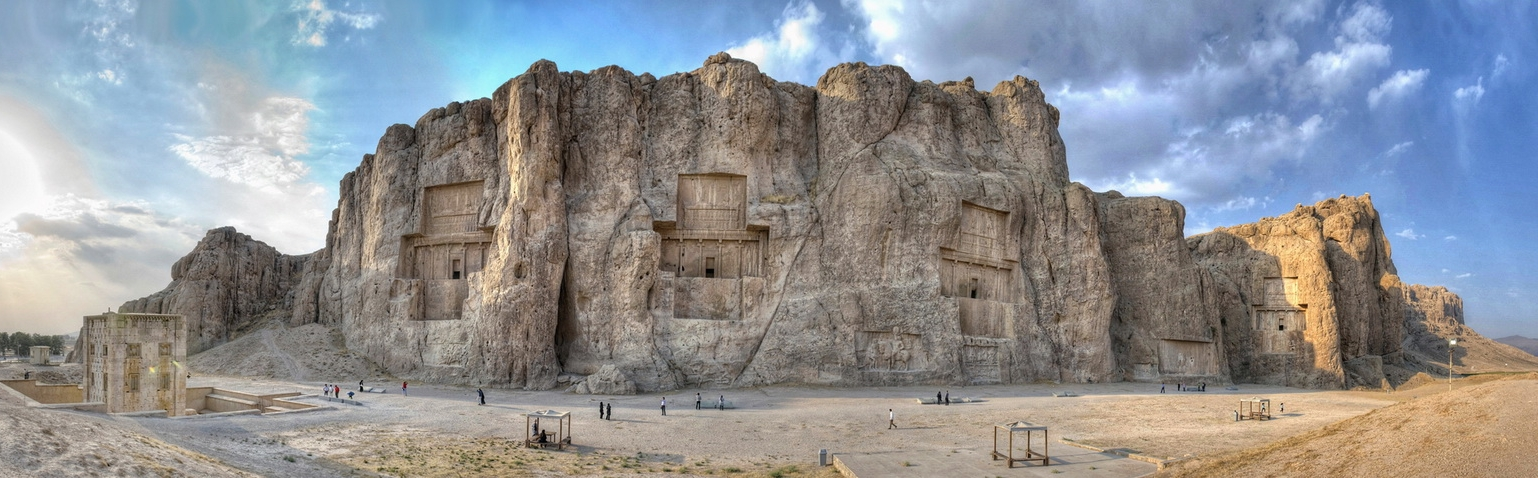
ナクシェ・ロスタム （パノラマビュー）